# Черкес Богдан Степанович
Богдан Степанович Черкес (нар. 21 травня 1953, с. Великий Полюхів, Золочівський район, Львівська область) — український учений. Доктор архітектури, професор, директор Інституту архітектури й завідувач кафедри дизайну та основ архітектури Національного університету «Львівська політехніка», академік Академії архітектури України і Саксонської Академії мистецтв, професор Віденського та Дармштадтського технічних університетів, член Міжнародної ради з охорони пам'яток та історичних місць (ICOMOS).

## Наукова діяльність
Народився у сім'ї вчителів. Трудову діяльність розпочав 1969 року робітником тресту «Львівпромбуд», 1975 року закінчив архітектурний факультет Львівського політехнічного інституту і працював практикуючим архітектором. У 1984—1985 роках навчався в аспірантурі Московського архітектурного інституту по кафедрі «Основ теорії містобудування», де 1985 року захистив кандидатську дисертацію «Аграрний елемент в структурі міста» (науковий керівник професор, доктор архітектури Зоя Яргіна). Етапним підсумком його наукових досліджень того періоду була монографія «Город и аграрная среда», яка вийшла з друку 1992 року. Монографія стала відомою не тільки в наукових колах, а й почала широко використовуватись, як підручник в вишах України й Росії, що дозволило Міністерству освіти і науки України присудити у 1995 році Богданові Черкесу вчене звання професора.
1987 року очолив кафедру, а у 1991 році — обраний деканом архітектурного факультету Державного університету «Львівська політехніка». Перебуваючи на цій посаді він багато зробив для розвитку львівської архітектурної школи, підвищення її рівня і налагодження міжнародних зв'язків. Прикладом цього став ініційований і підписаний ним у 1995 році меморандум про кооперацію із Віденським технічним університетом (Австрія), який активно діє понині і дозволяє щорічно понад 100 викладачам і студентам брати участь в різних проєктних семінарах, наукових стажуваннях і практиках поруч із найкращими європейськими архітектурними школами. За успішне керівництво цим проєктом професор Черкес Б. С. був відзначений у 2004 році почесним нагрудним знаком «Петра Могили» Міносвіти України, а у 2005 році — Золотою Відзнакою Сенату Віденського технічного університету. 2006 року професору Черкесу Б. С. було присуджено звання «Відмінник народної освіти» та нагороджено нагрудним знаком «Відмінник освіти» МОН України. У 2002 році архітектурний факультет Національного університету «Львівська політехніка» був перетворений в Інститут архітектури, а Черкес Б. С. обраний його директором і завідувачем кафедри «Дизайну і основ архітектури». На ці ж посади він був одноголосно переобраний у 2007 році.
З початку 1990-х років досліджує займається питаннями компаративного аналізу архітектури і ідентичності громадських центрів європейських міст. Цій темі він присвятив близько 100 публікацій у відомих європейських, американських і національних наукових фахових виданнях і сформував власну наукову школу. Під його керівництвом були виконані, захищені і затверджені ВАК України 8 кандидатських дисертацій. Професор Черкес був організатором таких відомих міжнародних симпозіумів, як «Архітектура як відображення ідеології» (Львів, 1996), «Планування європейського міста: 1900–2000 рр.» (Роттердам, 1997), «Місто і простір у Європі в 1945–2000 рр.» (Берлін, 2002), конгресу AESOP (Європейська асоціація планувальних шкіл) «Мрія про більшу Європу» (Відень, 2005), симпозіуму «Урбаністична регенерація» (Шанхай, 2007) і багатьох національних конференцій.
Присвятив свою наукову, педагогічну і освітньо-організаційну діяльність розвитку теорії архітектури і містобудування, компаративному аналізу архітектури і ідентичності європейських міст, утвердженню української архітектурної науки у європейському і світовому науковому просторі та підготовці кадрів вищої кваліфікації для науки і практики.
Засновник наукової школи в області ідентичності архітектури, автор понад 180 наукових праць і архітектурних творів, зокрема 12 монографій, з яких 5 іноземними мовами.
2006 року захистив (науковий консультант доктор архітектури, професор Фомін І. О.) у Київському національному університеті будівництва і архітектури докторську дисертацію на тему «Національна ідентичність в архітектурі громадських центрів столичних міст в умовах ідеологічної детермінації». Наступного року обраний керівником відділення архітектури і містобудування ЗНЦ Національної академії наук України.
2008 року вийшла його фундаментальна монографія «Національна ідентичність в архітектурі міста» і того ж року його було обрано членом редколегії американського архітектурного журналу «Positions», що виходить в Університеті Міннесоти, США. Монографії «Національна ідентичність в архітектурі міста» (2008), а також «Архітектура сучасності» (2011) були переможцями у Всеукраїнському рейтингу «Книжка року».
Працював протягом 2000 року візитовим професором Дармштадського технічного університету (Німеччина), а з 2001 р. працює, крім університету «Львівська політехніка», візитовим професором Інституту містобудування Віденського технічного університету (Австрія). 2001 року обраний дійсним членом Української Академії архітектури, а у 2003 році — дійсним членом Саксонської Академії мистецтв.